# Lin Chaopan
Lin Chaopan (chinês: 林超攀, pinyin: Lín Chāopān; Chincheu, 27 de agosto de 1995) é um ginasta chinês que compete em provas de ginástica artística.
Representou a China nos Jogos Olímpicos de 2016, no Rio de Janeiro, onde conquistou a medalha de bronze por equipes. Possui ainda três títulos em Campeonatos Mundiais, sendo dois por equipe e um nas barras paralelas, e três medalhas de ouro em Jogos Asiáticos.

## Carreira
Lin integrou a seleção nacional sênior da China em 2008, mas apenas em 2013 representou seu país em uma grande competição internacional. Em Antuérpia, na Bélgica, avançou para competir em três finais daquele Campeonato Mundial. No individual geral terminou na nona colocação com 86,864 pontos, e na barra fixa ficou em último lugar entre os oito finalistas com 14,900. A medalha veio nas barras paralelas, onde ficou empatado na primeira colocação com o japonês Kohei Uchimura, conquistando assim a única medalha da China entre os homens no campeonato.
No Campeonato Mundial de 2014, em Nanning, integrou a equipe que foi campeã em casa por apenas 0,1 ponto de vantagem sobre o Japão, totalizando 273,369 contra 273,269 dos adversários. Durante o edição de 2015, no entanto, a equipe chinesa não conseguiu repetir o mesmo resultado e na final por equipes terminou com a medalha de bronze, atrás dos japoneses e dos britânicos, com Lin disputando todos os aparelhos com exceção das argolas. Esse resultado marcou a primeira vez que a China não conquistou o ouro nesse evento desde 2001.
Em 2016 ganhou três medalhas de ouro durante o campeonato nacional da China (individual geral, barras paralelas e solo) e tal performance o crendenciou para disputar os Jogos Olímpicos, no Rio de Janeiro. Ao lado de Zhang Chenglong, You Hao, Liu Yang e Deng Shudi conquistou a medalha de bronze por equipes, atrás do Japão e da Rússia, com 271,122 pontos. Na final do individual geral, acumulou uma pontuação de 90,230, deixando-o na quinta colocação e próximo da zona de medalhas. No Campeonato Mundial de 2017, em Montreal, conquistou a medalha de prata no individual geral com 86,448 pontos, atrás apenas do seu compatriota Xiao Ruoteng. Disputou ainda a final das barras paralelas, mas a pontuação de 15,133 rendeu-lhe apenas a quinta posição.
Lin participou das principais competições pela China na temporada de 2018. Nos Jogos Asiáticos, em Jacarta e Palimbão, Indonésia, conquistou a medalha de ouro por equipes e no individual geral, além de um bronze nos exercícios de solo. Na sequência foi convocado para o Campeonato Mundial em Doha, Catar, onde ajudou os chineses a vencer a prova por equipes por apenas 0,49 ponto de vantagem sobre a Rússia, garantindo assim a classificação do time masculino aos Jogos Olímpicos de 2020, em Tóquio. Individualmente disputou a final das barras paralelas, mas com 15,200 não conseguiu subir ao pódio e terminou em quinto lugar.